# Station North Road
North Road is een spoorwegstation van National Rail in Darlington, Darlington in Engeland. Het station is eigendom van Network Rail en wordt beheerd door Northern Rail. Het station is Grade II* listed